# Ficus geniculata
Ficus geniculata là một loài thực vật có hoa trong họ Moraceae. Loài này được Kurz mô tả khoa học đầu tiên năm 1873.